# Mosaikormstjärna
Mosaikormstjärna (Ophiopholis aculeata) är en ormstjärneart som först beskrevs av Carl von Linné 1767.  Mosaikormstjärna ingår i släktet Ophiopholis och familjen bandormstjärnor. Arten är reproducerande i Sverige. Inga underarter finns listade i Catalogue of Life.